# Катеринопільський заказник

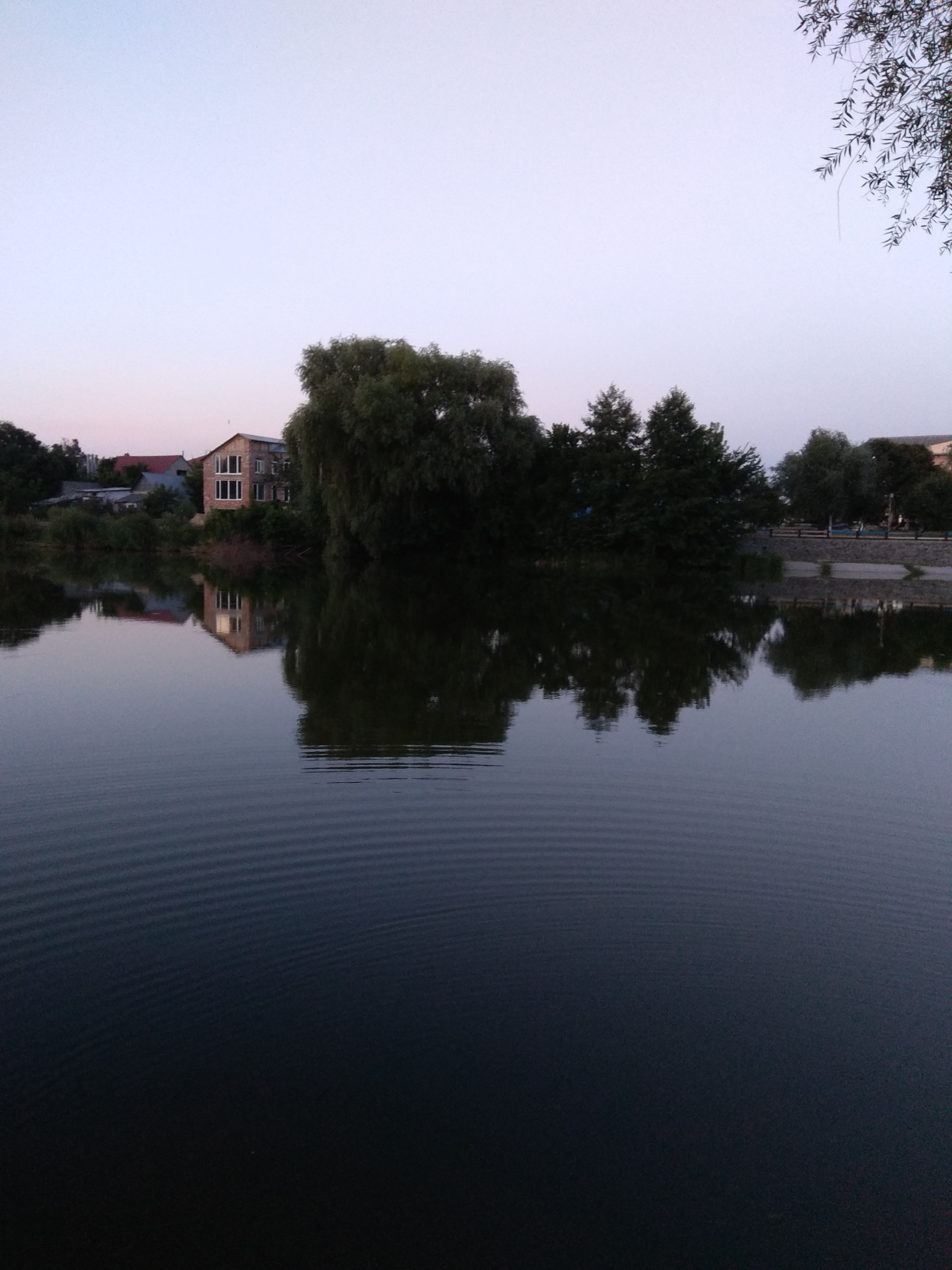

Катеринопільський заказник — гідрологічний заказник місцевого значення. Об'єкт розташований на території Катеринопільського району Черкаської області, смт Катеринопіль.
Площа — 3,7 га, статус отриманий у 2006 році.